# Sam Hornish Jr.
Samuel Jon "Sam" Hornish Jr., född 2 juli 1979 i Defiance, Ohio, är en amerikansk racerförare som tävlar i NASCAR, men är mest känd för att ha vunnit IndyCar tre gånger. Han vann även Indianapolis 500 2006, med ytterst knapp marginal, efter att ha passerat Marco Andretti efter den sista kurvan. Han hade rekordet för flest segrar i IndyCar fram till 2009, då Scott Dixon gick förbi honom. Hornish har dock kvar rekordet för flest slutsegrar i serien.

## Racingkarriär
Hornish var inledningen av 2000-talets mest framgångsrike amerikanske förare när det gällde formelbilsracing. Han blev tvåa i Atlantic Championship 1999, vilket gav honom chansen i IndyCar Series med PDM Racing för säsongen 2000. Hans tjugondeplats i sluttabellen berodde på att han inte körde hela säsongen, men han lyckades bli trea på Las Vegas Motor Speedway. Han bytte till Panther Racing inför 2001, och hans två första tävlingar med teamet resulterade båda i segrar. Han fortsatte hålla en hög nivå hela säsongen, och avslutade med att vinna sitt tredje race för säsongen på Texas Motor Speedway, vilket säkrade titeln. 2002 fick Hornish motstånd av Marlboro Team Penske, som kom ifrån den då högre rankade CART-serien. Hornish svarade på motståndet genom att vinna säsongens första tävling på Phoenix International Raceway, och även om han halkade efter Hélio Castroneves under den första halvan av säsongen, så vände han på trenden genom att vara i högform under hösten, och de två avslutande segrarna på Chicagoland och Texas gav honom sin andra raka titel. 2003 bjöd på ännu hårdare motstånd, sedan Chip Ganassi Racing, Team Rahal och Andretti Green Racing alla ställde upp med bilar, vilket gjorde att ny toppkonkurrenter såsom Scott Dixon och Tony Kanaan kom till serien. Hornish kunde inte vinna en tredje raka titel, men hade ändå en framgångsrik säsong, där han vann tre tävlingar, bland annat på Chicagoland efter en oerhört jämn målgång mellan honom, Dixon och Bryan Herta. Dixon vann titeln, medan Hornish ojämnhet gav honom en femteplats i tabellen. Hade han vunnit finalen i Texas hade han tagit hand om titeln, men han bröt tävlingen.
Panthers ekonomiska resurser var inte lika stora som de nya teamen, och Hornish bestämde sig för att gå till Penske för 2004, sedan Gil de Ferran avslutat sin karriär. Hans inledning i Penske var strålande med seger på Homestead, men sedan gick det sämre för både honom och teamet. Det mest använda skälet till det var att Toyotas motorer, som Penske använde, inte räckte till mot konkurrenternas Hondamotorer. En sjundeplats var inte det resultat som Hornish hade vant sig vid, men en viss förbättring kunde ses 2005, då han blev trea i mästerskapet, och bäste Toyotaförare. Efter att Toyota hoppat av IndyCar bytte Penske till Hondamotorer, och med dem var Hornish återigen en titelutmanare. Han körde om Marco Andretti på det sista varvet av 2006, och blev därmed den förste förare att överta ledningen på det sista varvet och ta segern. Även om den andra halvan av säsongen inte var lika stark som den första, klarade Hornish av att hålla undan och ta titeln, på samma poäng som tvåan Dan Wheldon, och bara två poäng före trean och stallkollegan Hélio Castroneves. Säsongen 2007 var inte lika lyckad som säsongen innan, och efter en seger och en femteplats avslutade Hornish sin formelbilskarriär, för att istället köra i NASCAR med Penske från och med 2008.
Hans första säsong i NASCAR ansågs som en besvikelse, eftersom hans ovalform i IndyCar stundtals var fenomenal. Han kom inte bland de tio första en enda gång, och lyckades precis hålla sig i Topp 35 hela säsongen, vilket inte var vad han och teamet hade hoppats. Under 2009 visade Hornish inledningsvis bara form på korta ovaler, men han gjorde det tillräckligt bra för att bli nia på Phoenix och sexa på Richmond. Under sommaren varvades rejäla krascher med en fjärdeplats på Pocono. Veckan efter klarade han sig i stort sett oskadd ifrån en jättekrasch på Watkins Glen, då han fick en knuff i en duell med Kasey Kahne, slog in i muren, och sladdade ut på banan och träffade Jeff Gordon. 

## IndyCar

### Segrar
| Nr | Bana             | År   |
| -- | ---------------- | ---- |
| 1  | Phoenix          | 2001 |
| 2  | Homestead        | 2001 |
| 3  | Texas            | 2001 |
| 4  | Homestead        | 2002 |
| 5  | Fontana          | 2002 |
| 6  | Richmond         | 2002 |
| 7  | Chicagoland      | 2002 |
| 8  | Texas            | 2002 |
| 9  | Kentucky         | 2003 |
| 10 | Chicagoland      | 2003 |
| 11 | Fontana          | 2003 |
| 12 | Homestead        | 2004 |
| 13 | Phoenix          | 2005 |
| 14 | Milwaukee        | 2005 |
| 15 | Indianapolis 500 | 2006 |
| 16 | Richmond         | 2006 |
| 17 | Kansas           | 2006 |
| 18 | Kentucky         | 2006 |
| 19 | Texas            | 2007 |

### Andraplatser
| Nr | Bana         | År   |
| -- | ------------ | ---- |
| 1  | Pikes Peak   | 2001 |
| 2  | Richmond     | 2001 |
| 3  | Kansas       | 2001 |
| 4  | Chicagoland  | 2001 |
| 5  | Kansas       | 2002 |
| 6  | Kentucky     | 2002 |
| 7  | Michigan     | 2003 |
| 8  | Nazareth     | 2003 |
| 9  | Nashville    | 2004 |
| 10 | Homestead    | 2005 |
| 11 | Texas        | 2005 |
| 12 | Pikes Peak   | 2005 |
| 13 | Milwaukee    | 2006 |
| 14 | Watkins Glen | 2007 |

### Tredjeplatser
| Nr | Bana        | År   |
| -- | ----------- | ---- |
| 1  | Las Vegas   | 2000 |
| 2  | Texas       | 2001 |
| 3  | Kentucky    | 2001 |
| 4  | Gateway     | 2001 |
| 5  | Phoenix     | 2002 |
| 6  | Pikes Peak  | 2002 |
| 7  | Nashville   | 2002 |
| 8  | Milwaukee   | 2004 |
| 9  | Chicagoland | 2005 |
| 10 | Homestead   | 2006 |
| 11 | Chicagoland | 2006 |
| 12 | Homestead   | 2007 |
| 13 | Chicagoland | 2007 |